# 塞耶河畔波尔
塞耶河畔波尔（法語：Port-sur-Seille，法語發音：[pɔʁ syʁ sɛj]）是法国默尔特-摩泽尔省的一个市镇，位于该省中南部，属于南锡区。

## 地理
塞耶河畔波尔（48°54'8"N, 6°9'48"E）面积6.37 平方千米，位于法国大東部大區默尔特-摩泽尔省，该省份为法国东北部内陆省份，是洛林的一部分，北邻比利时、卢森堡，北起顺时针与摩泽尔省、下莱茵省、孚日省和默兹省接壤。
与塞耶河畔波尔接壤的市镇（或旧市镇、城区）包括：阿通、克莱默里、埃普利、塞耶河畔莫维尔、鲁沃、圣热纳维耶夫。

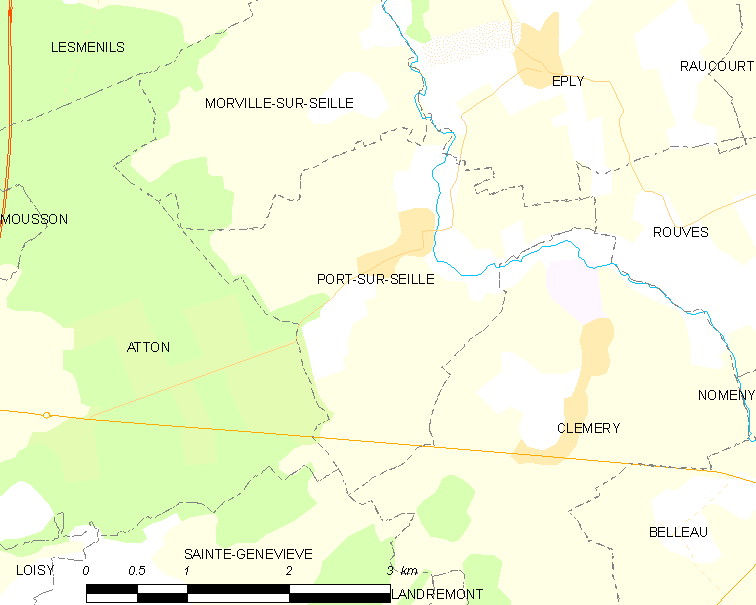
塞耶河畔波尔的OSM定位图

塞耶河畔波尔的时区为UTC+01:00、UTC+02:00（夏令时）。

## 行政
塞耶河畔波尔的邮政编码为54700，INSEE市镇编码为54433。

## 政治
塞耶河畔波尔所属的省级选区为塞耶-默尔特河间县。

## 人口

1962-2008年间塞耶河畔波尔人口变化图示

塞耶河畔波尔于2022年1月1日时的人口数量为230人。